# Šalamon
Šalamon je priimek več znanih Slovencev:
- Brane Šalamon, novinar
- Goran Šalamon - Friški, pevec in tekstopisec/pesnik, ustanovni član skupine Demolition Group
- Jani Šalamon (*1962), dirigent, skladatelj, častnik SV
- Lino Šalamon, jedrski fizik, mojster borilnih veščin
- Magda Šalamon (*1962), pesnica, alpinistka
- Neža Kogovšek Šalamon (*1978), pravnica, direktorica Mirovnega inštituta, ustavna sodnica
- Samo Šalamon (*1978), kitarist
- Sergej Šalamon (*1975), atlet
- Špela Šalamon, zdravnica nuklearne medicine in biomedicinska znanstvenica

## Glej še
- priimek Šalamun
- priimke Šali, Šalej, Salamon